# 柳州高新技术产业开发区
柳州高新技术产业开发区于1992年10月成立，2010年9月26日被中华人民共和国国务院批复为国家级高新技术产业开发区，同年11月19日，柳州高新技术产业开发区挂牌成立，系广西第三个国家级高新区，其规划面积为110公顷。 